# Seznam chráněných území v okrese Ústí nad Orlicí
Toto je seznam chráněných území v okrese Ústí nad Orlicí.
| Kód  | Obrázek                                                                          | Typ  | Název                      | Rozloha (ha) | Galerie Commons                                                        | Popis území | Souřadnice                       |
| ---- | -------------------------------------------------------------------------------- | ---- | -------------------------- | ------------ | ---------------------------------------------------------------------- | --- | -------------------------------- |
| 1754 | Bošínská obora                                                                   | PR   | Bošínská obora             | 36,86        | Kategorie „Bošínská obora“ na Wikimedia Commons                        | Toto území je tvořeno lesními porosty lužního lesa přirozeného charakteru s monumentálními věkovitými jedinci. Dále je tvoří luční porosty bývalé obory a bažantnice s význačnými solitéry, s parkovou úpravou a s umělou vodní nádrží                                               | 50°1′47″ s. š., 16°11′54″ v. d.  |
| 1500 | Čenkovička                                                                       | PP   | Čenkovička                 | 7,53         | Kategorie „Čenkovička (natural monument)“ na Wikimedia Commons         | Bohaté naleziště bledule jarní | 50°0′35″ s. š., 16°39′31″ v. d.  |
| 1786 | Hemže-Mýtkov                                                                     | PR   | Hemže-Mýtkov               | 27,83        | Kategorie „Hemže-Mýtkov“ na Wikimedia Commons                          | Toto území je tvořeno jižními svahy nad řekou se suťovými lesy na opukových výběžcích s bohatým výskytem hajní květeny, měkkýšů a obojživelníků v přilehlých slepých ramenech Tiché Orlice                                                                                           | 50°0′6″ s. š., 16°14′50″ v. d.   |
| 122  | Hradní kopec Litice                                                              | PP   | Hradní kopec Litice        | 6,40         | Kategorie „Hradní kopec Litice“ na Wikimedia Commons                   | Porost jedle, buku a javoru kolem ruiny hradu | 50°5′6″ s. š., 16°21′5″ v. d.    |
| 2235 | Jedna z rašelinných luk na území PR                                              | PR   | Hynkovice                  | 1,76         | Kategorie „Hynkovice“ na Wikimedia Commons                             | Svahové rašeliniště s planě rostoucími rostlinami a volně žijícími živočichy, zachování typického vzhledu krajiny | 50°3′12″ s. š., 16°40′ v. d.     |
| 1298 | Králický Sněžník                                                                 | NPR  | Králický Sněžník           | 1 695        | Kategorie „Králický Sněžník“ na Wikimedia Commons                      | Ochrana komplexu přirozených a přírodě blízkých ekosystémů vázaných na geologický podklad a reliéf horského masivu Králického Sněžníku | 50°10′39″ s. š., 16°50′4″ v. d.  |
| 6176 | Olšový rybník                                                                    | PR   | Lanškrounské rybníky       | 39,50        | Kategorie „Lanškrounské rybníky (nature reserve)“ na Wikimedia Commons | Bezkolencové louky na vápnitých, rašelinných nebo hlinito-jílovitých půdách, smíšené jasanovo-olšové lužní lesy temperátní a boreální Evropy | 49°55′32″ s. š., 16°34′32″ v. d. |
| 209  | PP Letohradská bažantnice v červenci 2022                                        | PP   | Letohradská bažantnice     | 4,41         | Kategorie „Letohradská bažantnice“ na Wikimedia Commons                | Zbytek bažantnice založené v roce 1628; starý smíšený porost | 50°2′39″ s. š., 16°30′25″ v. d.  |
| 1502 | Maštale                                                                          | PR   | Maštale                    | 1 041        | Kategorie „Maštale“ na Wikimedia Commons                               | Charakteristické skalní útvary s převahou cenomanských pískovců a na nich zastoupených kulturních a reliktních borů. | 49°50′8″ s. š., 16°7′25″ v. d.   |
| 6223 | PR Mokřiny pod Křížovou horou v červnu 2022                                      | PR   | Mokřiny pod Křížovou horou | 22,65        | Kategorie „Mokřiny pod Křížovou horou“ na Wikimedia Commons            | Luční biotopy v různém stupni zamokření a oligotrofní mokřad s výskytem ohrožených rostlin a živočichů | 50°2′28″ s. š., 16°46′3″ v. d.   |
|      | Tichá Orlice v Bezpráví                                                          | PřP  | Orlice                     | 114,62       | Kategorie „Přírodní park Orlice“ na Wikimedia Commons                  | Přírodní park má za úkol chránit zachovalé říční a nivní ekosystémy a celkový ráz krajiny v okolí toku. Tichá, Divoká a spojená Orlice je jednou z mála českých řek, která nebyla ve svém dolním toku v dlouhých úsecích zregulována, má přirozený a nadále se vyvíjející charakter. | 49°59′55″ s. š., 16°19′44″ v. d. |
| 64   | Orlické hory                                                                     | CHKO | Orlické hory               | 20 000       | Kategorie „Orlické hory“ na Wikimedia Commons                          | | 50°15′ s. š., 16°27′ v. d.       |
| 305  | Peliny                                                                           | PR   | Peliny                     | 3,31         | Kategorie „Peliny“ na Wikimedia Commons                                | Strmé opukové stráně se smíšeným porostem a teplomilnou květenou | 50°0′13″ s. š., 16°13′59″ v. d.  |
| 385  | Selský les                                                                       | PR   | Selský les                 | 9,00         | Kategorie „Selský les“ na Wikimedia Commons                            | Zbytek smíšeného bukojedlového porostu | 49°56′50″ s. š., 16°41′20″ v. d. |
| 1496 | nejjižnější cíp chráněného území                                                 | PP   | Selský potok               | 6,79         | Kategorie „Selský potok (natural monument)“ na Wikimedia Commons       | Bohatá lokalita bledule jarní | 49°56′34″ s. š., 16°41′54″ v. d. |
|      | Zalesněný hřeben Bukovohorské hornatiny tvoří hlavní část parku                  | PřP  | Suchý vrch - Buková hora   | 6 247        | Kategorie „Nature park Suchý vrch – Buková hora“ na Wikimedia Commons  | | 50°3′2″ s. š., 16°41′38″ v. d.   |
| 428  | pohled na chráněnou stráň z okna vlaku mezi Jablonným nad Orlicí a Verměřovicemi | PR   | Sutice                     | 5,93         | Kategorie „Sutice (nature reserve)“ na Wikimedia Commons               | Opuková stráň se vzácnou květenou, lokalita střevičníku pantoflíčku | 50°1′4″ s. š., 16°33′53″ v. d.   |
| 723  |                                                                                  | PP   | Šejval                     | 2,34         | Kategorie „Šejval“ na Wikimedia Commons                                | Lokalita ohrožených druhů rostlin, zvlášť prustky obecné. | 49°59′52″ s. š., 16°4′26″ v. d.  |
| 2087 | Třebovské stěny                                                                  | PR   | Třebovské stěny            | 50,22        | Kategorie „Třebovské stěny“ na Wikimedia Commons                       | Jedinečné porosty květnatých bučin a suťových lesů s volně žijícími živočichy | 49°55′29″ s. š., 16°31′7″ v. d.  |
| 1498 | U Kaštánku                                                                       | PR   | U Kaštánku                 | 22,77        | Kategorie „U Kaštánku“ na Wikimedia Commons                            | Rašeliniště s hojným výskytem chráněných a ohrožených druhů rostlin a živočichů | 49°54′50″ s. š., 16°32′10″ v. d. |
| 1497 | U Vinic                                                                          | PP   | U Vinic                    | 6,69         | Kategorie „U Vinic“ na Wikimedia Commons                               | Zamokřelé louky s hojným výskytem prstnatce májového, všivce lesního a dalších ohrožených druhů rostlin | 49°57′43″ s. š., 16°11′25″ v. d. |
| 1514 | Údolí Záhorského potoka                                                          | PP   | Údolí Záhorského potoka    | 9,69         | Kategorie „Údolí Záhorského potoka“ na Wikimedia Commons               | Bohatá lokalita bledule jarní | 50°9′12″ s. š., 16°29′10″ v. d.  |
| 480  | jižní část PR V dole poblíž herbortického stavení čp. 45                         | PR   | V dole                     | 7,88         | Kategorie „V dole (nature reserve)“ na Wikimedia Commons               | Bohatá lokalita bledule jarní | 49°56′33″ s. š., 16°42′37″ v. d. |
| 1499 | Vstavačová louka                                                                 | PP   | Vstavačová louka           | 0,93         | Kategorie „Vstavačová louka“ na Wikimedia Commons                      | Vlhké louky s bohatým výskytem kosatce sibiřského, vstavače májového, kruštíku bahenního a dalších ohrožených druhů rostlin | 49°59′19″ s. š., 16°11′53″ v. d. |
| 1040 | Zemská brána                                                                     | PR   | Zemská brána               | 88,22        | Kategorie „Zemská brána“ na Wikimedia Commons                          | Skalnaté údolí Divoké Orlice se zajímavými geologickými útvary | 50°8′9″ s. š., 16°34′21″ v. d.   |